# New Year Honours
Die New Year Honours (deutsch Neujahrs-Ehrungen) sind Teil der britischen Ordens- und Ehrenzeichenverleihungen. Am Neujahrstag, dem 1. Januar, werden neue Mitglieder von Ritterorden (orders of chivalry) und Empfänger von Ehrenzeichen (decorations) ernannt. Auch eine Reihe anderer Commonwealth-Staaten begehen den Neujahrstag auf diese Weise.
Die Ehrungen werden von oder im Namen des regierenden Monarchen oder seines stellvertretenden königlichen Vertreters verliehen. Alle britischen Ehrungen werden in Beilagen der London Gazette veröffentlicht.

## Geschichte
Die New Year Honours werden mindestens seit 1890 jährlich begangen. Dies geht aus einer Veröffentlichung der Auszeichnungen von Königin Victoria durch die London Gazette vom 2. Januar 2021 hervor. Zu Neujahr 1902 gab es keine Ehrenliste, da eine solche bereits zu den neu eingeführten Birthday Honours (übers. Geburtstags-Ehrungen) im vorherigen November veröffentlicht worden war. Im Januar 1903 wurde wieder eine Liste veröffentlicht, die allerdings bis 1909 nur indische Orden enthielt (während die anderen Orden am Geburtstag des Königs im November bekannt gegeben wurden). Auch 1940 wurden aufgrund des Ausbruchs des Zweiten Weltkriegs im September 1939 keine Ehrungen vorgenommen.
Australien hat seine Neujahrsehrungen 1989 eingestellt und gibt seine Ehrungen nun am Australia Day, dem 26. Januar, und zu den Birthday Honours am Feiertag Queen’s Official Birthday, Anfang Juni, bekannt.